# Алі Бельхадж
Алі Бельхадж (іноді: Бенхадж; араб. علي بلحاج, (16 грудня 1956 , Туніс )) — співзасновник і один з лідерів нині забороненої алжирської партії «Ісламський фронт порятунку».

## Біографія
Алі Бельхадж народився в грудні 1956 року в таборі біженців у Тунісі. Його батьки були родом з алжирського вілайєту Бешар. Батько Алі загинув на війні за незалежність Алжиру і він виховувався бабусею по материнській лінії. Ранні роки Алі Бельхаджа пройшли в Тунісі, потім його сім'я переселилася в столицю Алжиру. Отримавши відповідну освіту, в 1979 він став учителем.
Під час релігійного навчання, Алі Бельхадж познайомився з імамом мечеті «Салахеддін аль-Айюбі» в кварталі Белкурт (нині Белуїздад) Хашемі Сахнуні і потім став його послідовником. У цей же час він став членом групи, пов'язаної з салафізмом в Алжирі. Будучи проповідником в мечеті «Аль-Ашур», Алі Бельхадж став вхожий у коло людей, наближених до Мустафи Буялі (засновник «Озброєної ісламської групи»), і публічно заявив про вірність справі джихаду. У 1983 році заарештований і утримувався під вартою до 1987 року, потім кілька місяців провів під домашнім арештом в Уарглі. Повернувшись до столиці Алжиру, Бельхадж знову вийшов на зв'язок з Хашемі Сахнуні і відновив свою діяльність проповідником. Використовуючи ораторський талант, він залучив велику кількість послідовників з алжирської молоді, зачіпаючи релігійні теми на народній мові.
Під час заворушень в Алжирі в жовтні 1988 року (англ. 1988 October Riots) Алі Бельхадж закликав людей до повстання. Був учасником подій, що передували створенню Ісламського фронту порятунку (ІФС, фр. Front islamique du Salut, FIS), і потім став одним з членів керівництва організації. Як шанований прихильник салафітських принципів, він став редактором щотижневого журналу «Ель-Хідая», заснованого Сахнуні.
Під час Війни в затоці Алі Бельхадж, за підтримки деяких лідерів ІФС, відмовився від антиамериканських позицій, беручи до уваги ризик позбутися підтримки спонсорів з Саудівської Аравії. Важливим його рішенням стала відправка трьохсот алжирських добровольців для боротьби з іракськими збройними силами.
У травні—червні 1991 року масові демонстрації, організовані ІФС, призвели до заворушень у столиці Алжиру. 30 червня 1991 року Алі Бельхадж, Аббасі Мадані та п'ять інших членів консультативної ради ІФС були заарештовані. Бельхадж засуджений військовим трибуналом на 20 років позбавлення волі і поміщений у в'язницю 5 липня 1992 року. В результаті політики «національного примирення», ініційованого президентом Бутефлікою, звільнений з в'язниці 2 липня 2003 року. Бельхаджу і його співкамернику Аббасі Мадані, що вийшов на свободу в 1997 році за станом здоров'я, повністю заборонено займатися політичною діяльністю і брати участь у громадському житті.
Бельхадж недовго пробув на волі. У липні 2005 року він був знову заарештований після виступу в прямому ефірі на катарському супутниковому телеканалі «Аль-Джазіра». Обговорюючи викрадення алжирських дипломатів, Алі Бельхадж заявив, що «під час війни немає місця для дипломатії» і схвалив дії «іракських братів», які вчинили захоплення. У березні 2006 року звільнений у рамках «Хартії миру і національного примирення» (фр. La Charte pour la paix et la réconciliation nationale).
5 січня 2011 року Бельхадж взяв участь у протестах в Баб-ель-Уеді і був заарештований того ж дня за підбурювання до збройного повстання. У тому ж році, 25 липня його син 23-річний Абедлькахар Бельхадж, що мав зв'язки з «Аль-Каїдою в країнах ісламського Магрибу» і зібрався замість зі спільниками влаштувати самопідрив на військовому контрольно-пропускному пункті, був убитий алжирськими силами безпеки.
Після того, як у квітні 2014 року президент Бутефліка переніс інсульт, у січні 2015 Алі Бельхадж закликав провести дострокові вибори президента. У лютому 2019 року стало відомо, що Бутефліка збирається в 5-й раз балотуватися в президенти (за цим незабаром пішли протест і йому довелося відмовитися від цієї ідеї). Бутефліка тоді заявив, що після обрання збирається провести національну конференцію, куди буде запрошений навіть лідер забороненого «Ісламського фронту порятунку» Алі Бельхадж.

## Погляд
Алі Бельхадж є одним з лідерів радикального крила «Ісламського фронту порятунку» (поряд з Х. Сахнуні та А. Хашані). Якщо помірні члени ІФС на чолі з Аббасі Мадані прагнули до поступового впровадження шаріату, використовувати демократичний шлях, то метою радикалів було негайне впровадження ісламських норм. За словами Бельхаджа «ідея демократії, як влади народу і пріоритету думки більшості повністю суперечить багатьом сурам Корану, які проголошують тільки пріоритет влади Аллаха». Багатопартійна система була прийнятна для Бельхаджа тільки при відповідності основам ісламу. На його думку, покаранням за заміну шаріатських законів на інші має бути страта, а голосування проти законів, заснованих на Корані, — богохульство.